# Мохэ Гулянь (аэропорт)
Аэропорт Мохэ Гулянь (ИАТА: OHE, ИКАО: ZYMH) — коммерческий аэропорт, обслуживающий авиаперевозки городского уезда Мохэ (провинция Хэйлунцзян, КНР). Самый северный аэропорт Китая и единственный порт в стране, построенный в районе вечной мерзлоты.
Общий размер инвестиций в аэропорт составил 236 миллионов юаней, строительство началось в июне 2006 года и завершилось в июне 2008 года официальным открытием воздушной гавани.

## Инфраструктура
Аэропорт Мохэ Гулянь занимает площадь в 2 тысячи квадратных метров, расположен на высоте 579 метров над уровнем моря и эксплуатирует одну взлётно-посадочную полосу 15/33 размерами 2200х45 метров с бетонным покрытием.
Пропускная способность аэропорта составляет 120 тысяч пассажиров в год.